# 三郷町立三郷中学校
三郷町立三郷中学校（さんごうちょうりつ さんごうちゅうがっこう）は、奈良県生駒郡三郷町立野北にある公立中学校。通称「三中」（さんちゅう）。

## 沿革
- 1947年（昭和22年）4月22日 - 生駒郡三郷村立三郷中学校開校[2]。
- 1966年（昭和41年）4月2日 - 町制施行により三郷町立三郷中学校と改称。
- 2019年（平成31年）4月1日 - 新校舎完成。

## 生徒
三郷町立三郷小学校、三郷町立三郷北小学校から進学してくる。

## 部活動
出典
- バスケットボール部
- バレーボール部
- 卓球部
- 剣道部
- 男子野球部
- 卓球部
- ハンドボール部
- 水泳部
- 陸上部
- 女子ソフトテニス部
- 男子サッカー部
- ソフトボール部
- 美術部
- 吹奏楽部

## 交通アクセス
- 近畿日本鉄道 信貴山下駅（近鉄生駒線）から徒歩5分[5]

## 通学区域が隣接している学校
- 平群町立平群中学校
- 斑鳩町立斑鳩中学校
- 斑鳩町立斑鳩南中学校
- 王寺町立王寺北義務教育学校

以下は大阪府。
- 柏原市立堅上中学校
- 八尾市立南高安中学校

## 著名な卒業生
- 川口冬弥 - プロ野球選手